# Dinah Grace
Pour les articles homonymes, voir Grace.
Dinah Grace, nom de scène de Käthe Johanna Gerda Ilse Schmidt, née le 14 février 1917 à Berlin (Empire allemand) et morte le 12 mai 1963 à Hambourg (Allemagne), est une danseuse et actrice allemande.

## Biographie
Dinah Grace s'est mariée avec l'acteur Willy Fritsch en 1937. Ils ont deux enfants, dont un fils, Thomas Fritsch, également acteur.

## Filmographie

### Au cinéma
- 1934 : Schön ist es, verliebt zu sein : une danseuse solo
- 1934 : Hohe Schule : une danseuse
- 1936 : Potpourri : Dolly, danseuse de revue
- 1939 : Spaßvögel : Settchen Strobel